# VerdsEquo du Pays valencien
VerdsEquo du Pays valencien (en valencien, VerdsEquo del País Valencià) est un parti politique écologiste valencien représentant territorial d'Equo dans la Communauté valencienne. Il a été créé en octobre 2014 par la fusion de Els Verds - Esquerra Ecologista del País Valencià et de Equo País Valencià. Il est membre de la coalition politique Compromís.

## Présentation
La relation entre les deux organisations écologistes remonte à au début des années 2010, lorsqu'Els Verds - Esquerra Ecologista del País Valencià a contribué à la création d'Equo, projet né en 2010 dans le but de créer un espace politique écologiste au niveau de l'État espagnol. Els Verds - Esquerra Ecologista del País Valencià a, à cette époque, signé le manifeste dit 4-J, car signé le 4 juin 2011, journée mondiale de l'environnement.